# Insane (Gröna Lund)
Pour les articles homonymes, voir Insane.
Insane (anciennement Tele2 Insane) est un parcours de montagnes russes quadridimensionnelles en métal du parc Gröna Lund, situé sur l'île de Djurgården à Stockholm, en Suède. Elle est ouverte depuis le 25 avril 2009.

## Le circuit
Insane sont des montagnes russes Intamin du modèle ZacSpin où les passagers zigzaguent sur un circuit de 250 mètres à des vitesses allant jusqu'à 60 km/h. La rotation des sièges est libre, donc les passagers sont retournés plusieurs fois pendant le trajet de façon aléatoire. Le circuit est le même que celui de Green Lantern: First Flight (2011-2017) à Six Flags Magic Mountain en Californie, aux États-Unis.

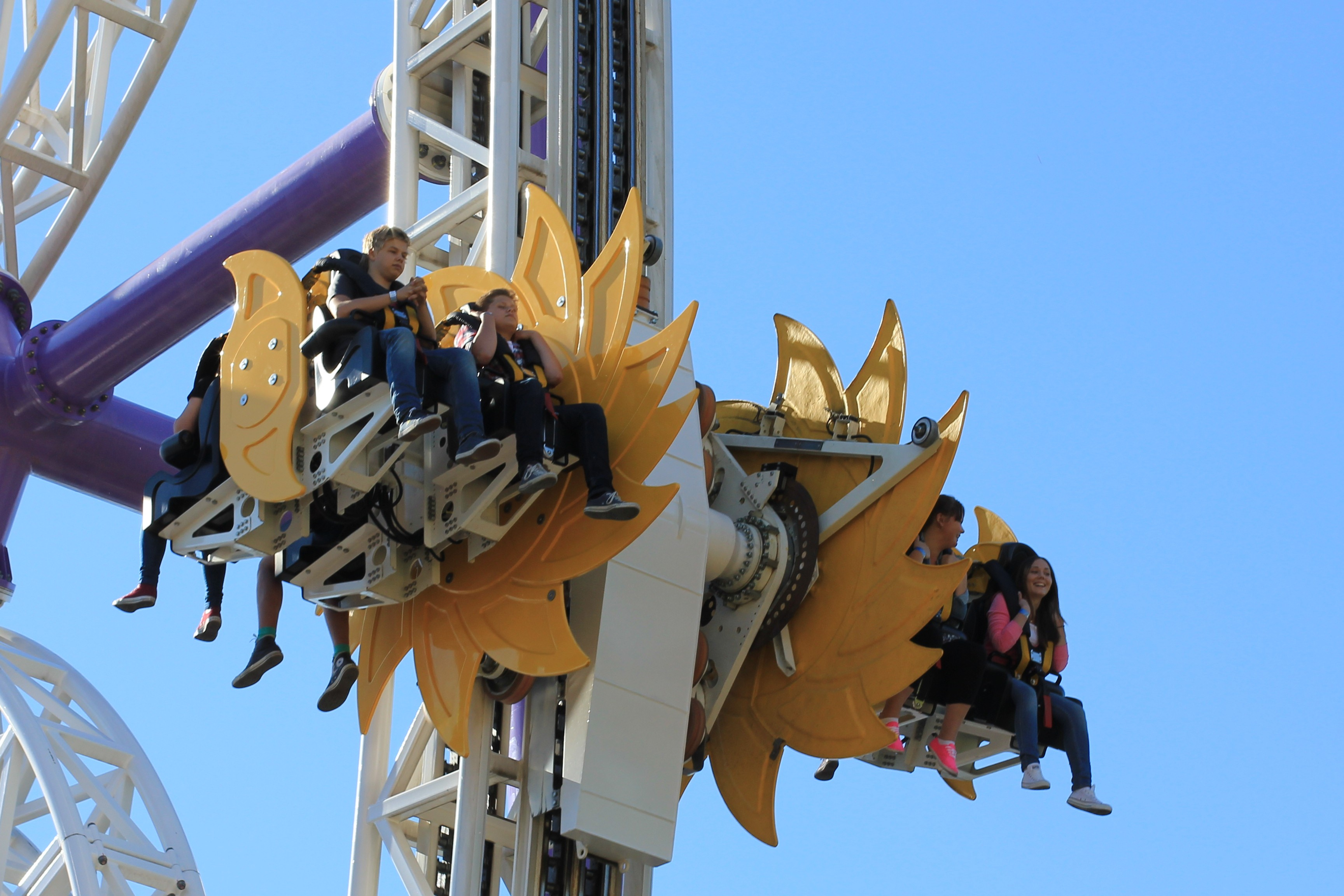
Détail d'un train sur le parcours.
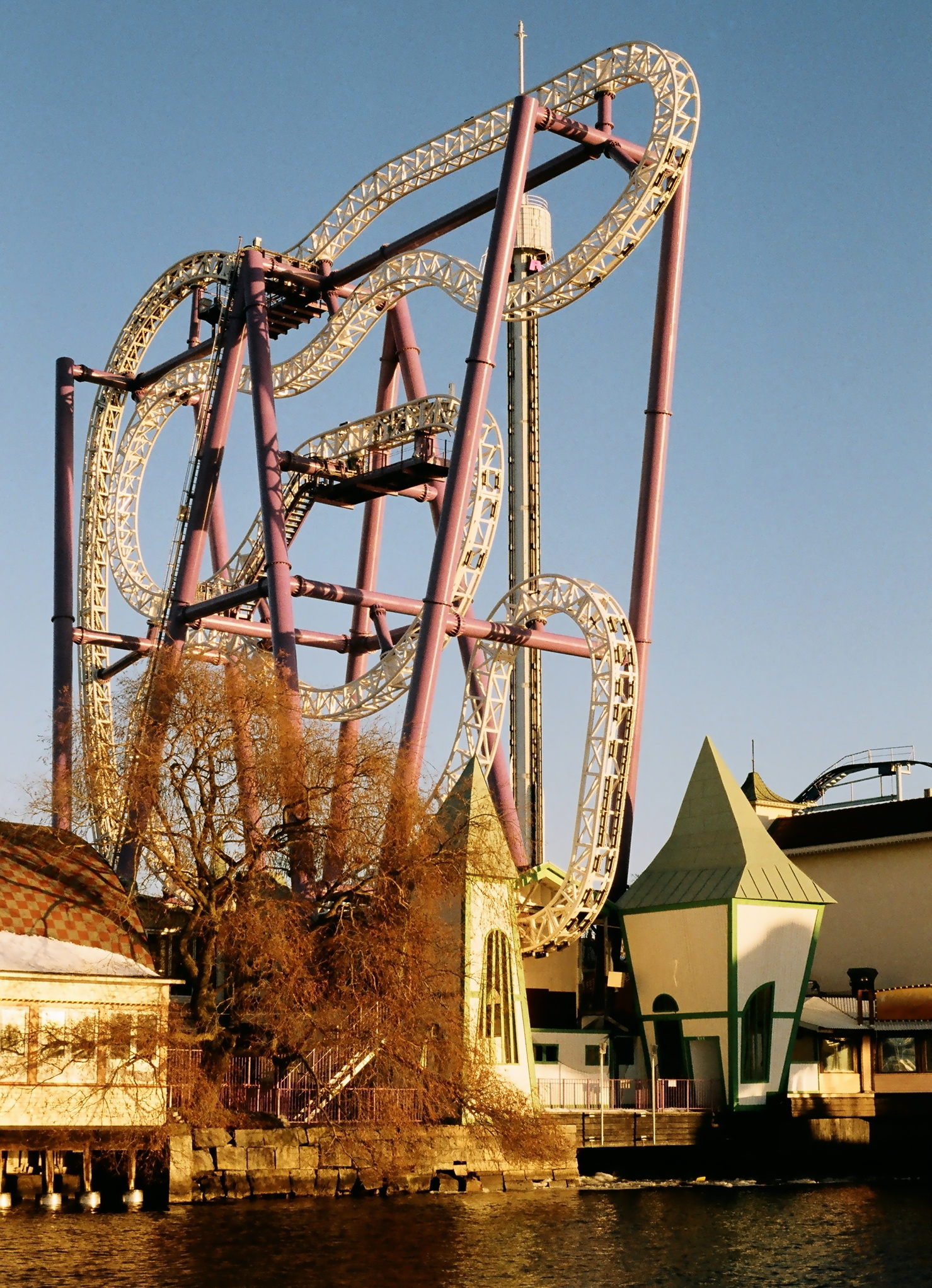
Vue globale de l'attraction.
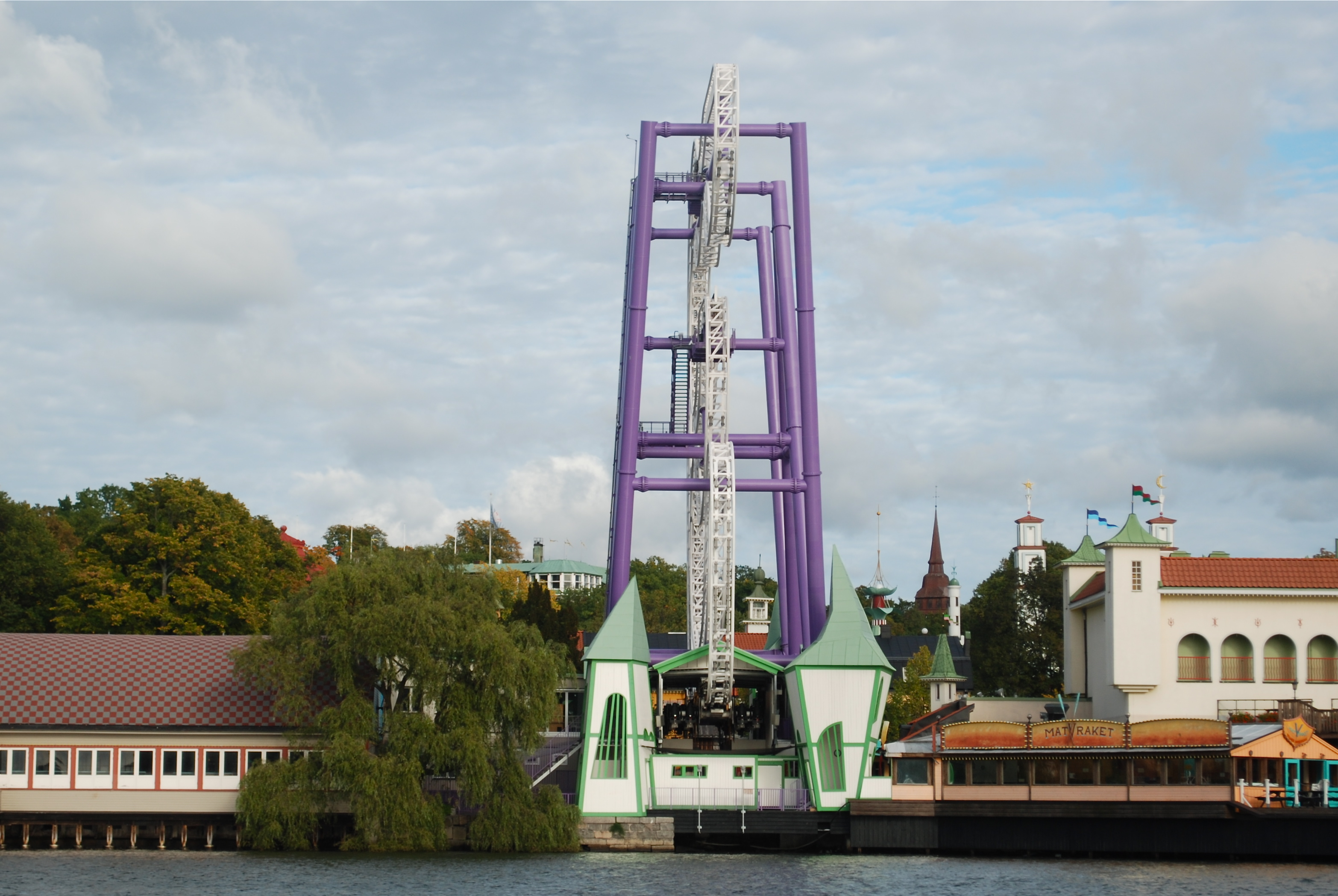
Insane vu sur sa tranche.